# Giovanni Maria Morlaiter

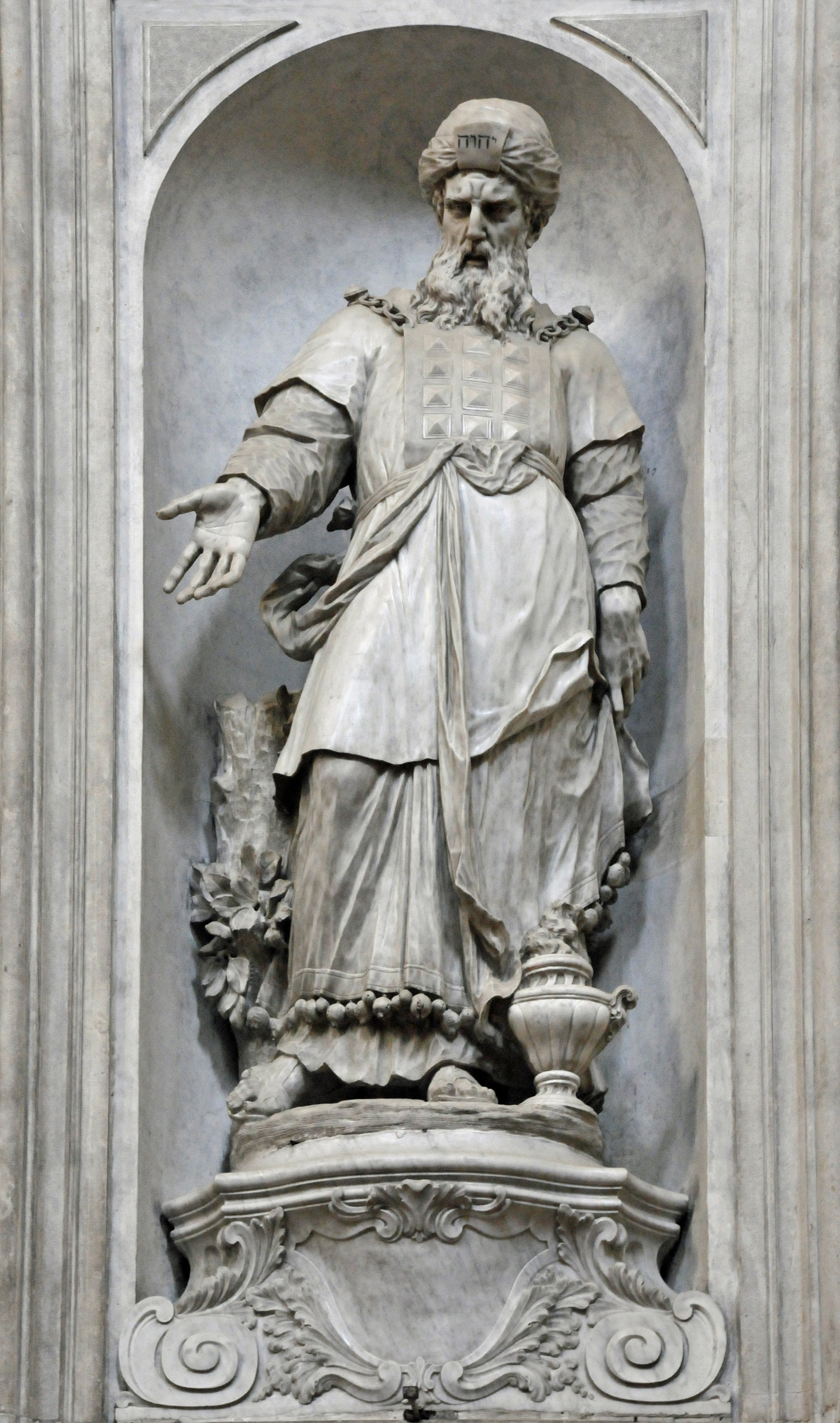
Marmorskulptur Morlaiters des Hohenpriesters Aaron in der Kirche Santa Maria del Rosario in Venedig

Giovanni Maria Morlaiter (auch Gianmaria; * 15. oder 16. Februar 1700 in Venedig; † 22. Februar 1781 ebenda, nach venezianischer Zeitrechnung (more veneto) 15./16. Februar 1699 – 22. Februar 1780) war ein venezianischer Bildhauer des Barock.

## Leben
Sein Vater war im 17. Jahrhundert als Glasbläser aus Niederdorf im Pustertal nach Venedig gekommen. Sein Sohn Michelangelo Morlaiter geboren am 23. Dezember 1729 war ebenso ein bekannter Künstler in Venedig.
Er wohnte mit seinen Söhnen, dem Maler Michelangelo und dem Bildhauer Gregorio, am Traghetto di San Mosè in Venedig, wo er in der Nacht zum 22. Februar 1780 starb.

## Werke
Zahlreiche Werke befinden sich in der Kirche Santa Maria del Rosario (Gesuati) in Venedig. 
Von ihm stammt das Marmorflachrelief des Feldmarschalls Johann Matthias von der Schulenburg von 1747, das sich im großen Atrium des Arsenals von Venedig befindet. Für die Fassade der Kirche San Rocco schuf er Ende der 1760er Jahre das Relief Der hl. Rochus heilt die Pestkranken und zwei bekrönende Figuren (der Hl. Girolamo Emiliani und der selige Pietro Acotanto). In Sant’Eufemia auf der Giudecca schuf er die Skulpturengruppe La Vergine col Cristo sulle ginocchia.